# Onelio Jorge Cardoso
Onelio Jorge Cardoso (Calabazar de Sagua, Cuba, 14 de mayo de 1914 - La Habana, 29 de mayo de 1986) fue un autor cubano. Conocido como "El cuentero mayor", se le considera el Cuentista Nacional Cubano. La mayoría de sus obras han sido adaptadas para el cine, el teatro, la televisión e incluso la radio.

## Biografía
Nació el 14 de mayo de 1914 en Calabazar de Sagua, en la antigua provincia de Las Villas. Cursó  estudios hasta el nivel de Bachillerato, pero tuvo que dejar sus estudios por problemas económicos en su familia, que le obligaron a abandonar la escuela y desempeñar diversos oficios. Uno de estos empleos fue el de viajante de comercio, lo cual le permitió conocer diferentes lugares y diversos personajes populares que le sirvieron como modelos para personajes de sus obras.

## Comienzos en la literatura
En 1945 publica en México su primer libro, Taita, diga usted cómo. Dos de sus cuentos ("Nino" y "El carbonero" aparecen respectivamente en la antologías Cuentos cubanos contemporáneos (compilada por José Antonio Portuondo y publicada en México) y Cuentos Cubanos (compilada por Enma Pérez).
En 1948 se traslada a La Habana, donde trabaja como redactor de noticiero en la Emisora Mil Diez, escribe libretos para la radio comercial y se desempeña como Jefe de Redacción en el noticiario Cine-Revista.
Con el cuento “Hierro Viejo” obtiene el Premio Nacional de la Paz. Aunque sus cuentos siguieron apareciendo en revistas y antologías, no fue hasta 1958 que aparece su segundo libro, editado por la Universidad Central de Las Villas con el título de “El Cuentero”

## Después del triunfo de la Revolución
Al triunfo de la Revolución Cubana, se desempeña en diversas responsabilidades como la dirección del Instituto de Derechos Musicales, jefe de reportajes especiales en el periódico Granma, jefe de redacción del Semanario Pionero, y desde el año 1961 se integró a la UNEAC, donde perteneció al Ejecutivo de la Sección de Literatura. 
Su tercer libro, El Caballo de Coral, fue publicado en 1960. 
La primera edición de El cuentero, que reúne todos sus cuentos hasta ese momento, con dibujos de René Portocarrero, fue publicada en 1962. Ese mismo año publica también Gente de pueblo, una colección de reportajes sobre José Tabío. 
En 1964 publica un nuevo libro de cuentos con el título La otra muerte del gato. En octubre de ese año gana el premio "26 de Julio" por su reportaje “Santiago antes del 26”. 
En 1965 publica, para las ediciones La Tertulia, un pequeño libro con el cuento “El perro”.
En 1966 aparece “Iba caminado”. Ese mismo año se realiza una nueva edición de Cuentos Completos, que incluía esta vez los nuevos relatos que había publicado hasta la fecha. Esta colección de cuentos fue reeditada dos veces más; una en 1969 por el Instituto del Libro y otra en 1975 por la UNEAC.
En 1969, ya se habían publicado cinco colecciones de sus cuentos en diversos países.
En 1974 son editados El hilo y la cuerda, que posteriormente fue traducido al francés, y Caballito blanco, una antología donde aparecían la mayoría de sus cuentos para niños que se habían publicado en revistas o en otros libros.
En 1975 la editora Letras Cubanas editó Cuentos, un nuevo volumen con toda su producción cuentística. 
Además de escritor, Onelio Jorge Cardoso desempeñó otras actividades como Consejero Cultural de la Embajada de Cuba en Perú y posteriormente fue Presidente de la Sección de Literatura de la UNEAC. 
Durante estos años su labor literaria no decayó. En 1977 publica La melipona; en 1980, Crecimiento. Cuentos escogidos fue publicado en 1981. 
Este mismo año aparece una colección de sus reportajes antes de 1959 con el nombre de Gente de un nuevo pueblo.
Fue doctor honoris causa de dos universidades: Universidad “Simón Bolívar”, de Bogotá, Colombia (1983), y la Universidad de La Habana (1984).
Sus últimos libros fueron: La cabeza de la almohada, para adultos, y Negrita, dedicado a los niños.
Murió en La Habana el 29 de mayo de 1986.

## Recepción crítica
Acerca de él expresó el destacado intelectual cubano Jaime Sarusky, "Digo que lo admirable en Onelio Jorge Cardoso, además de su reconocida maestría como narrador y cuentista, radica en su rara vez mencionada facultad de anticipador, de vaticinador, que ha tenido el raro privilegio de vivir para ver su concepto de lo imaginario abriéndose paso hasta insertarse en la memoria colectiva. Con voz singular, su obra no sólo representa la áspera existencia de sus pescadores, sus campesinos y sus obreros agrícolas, sino que reclama el derecho y la necesidad de esos hombres al pleno disfrute de otras vertientes de la realidad gracias a los fueros de la poesía y la imaginación."

## Obras
- 1945: Taita, diga usted cómo (60 pp). Colección Lunes, México, D.F.
- 1958: El cuentero (151 pp). Departamento de Relaciones Culturales, Universidad Central de Las Villas.
- 1960: El caballo de coral (70 pp). Departamento de Cultura de Santa Clara, Las Villas.
- 1962: Cuentos completos (229 pp). Ediciones R, La Habana.
- 1964: La otra muerte del gato (73 pp). UNEAC, La Habana.
- 1966: Iba caminando (121 pp). Ediciones Granma, La Habana.
- 1966: Cuentos completos (229 pp), Ediciones Unión, La Habana.
- 1968: Tres cuentos para niños. Instituto del Libro, La Habana.
- 1969: Abrir y cerrar los ojos (129 pp). UNEAC, La Habana.
- 1974: El hilo y la cuerda (90 pp). UNEAC, La Habana.
- 1974: Caballito blanco (57 pp). Editorial Gente Nueva, La Habana.
- 1975: Cuentos (505 pp). Editorial Arte y Literatura, La Habana.
- 1983: La cabeza en la almohada (57 pp). Editorial Letras Cubanas, La Habana.
- 1984: Negrita (110 pp). Editorial Gente Nueva, La Habana.
- 1987: Dos ranas y una flor (24 pp). Editorial Gente Nueva, La Habana.

- Datos: Q1424318